# Koczurki
Koczurki – wieś w Polsce położona w województwie dolnośląskim, w powiecie trzebnickim, w gminie Trzebnica.

## Podział administracyjny
W latach 1975–1998 miejscowość administracyjnie należała do województwa wrocławskiego.

## Nazwa wsi i jej historia
Etymologia nazwy wsi (1651 r. - In Kotzerka; 1666 r. - Kocerka; 1743 r. - Katzercke; 1845 r. - Kotzerke; od 1945 r. - Koczurki) nie jest pewna: Stanisław Rospond wiąże tę nazwę ze śląskim nazwiskiem Kocerka, natomiast Konstanty Damrot zauważa nawiązanie do zdrobniałej formy domowego zwierzęcia - kota.
Folwark w Koczurkach razem z należącą do niego owczarnią był własnością biskupstwa; po sekularyzacji przeszedł na własność państwa pruskiego. Po przekazaniu majątku w dzierżawę folwark i owczarnia zostały rozbudowane, a w połowie XIX wybudowany został dom zarządcy.

## Zabudowa
Wieś ulicówka, wzdłuż drogi z Trzebnicy do Brzezia obsadzonej szpalerem lip. W północnej części wsi zlokalizowany jest kościół wraz z plebanią, folwark, gorzelnia i dom zarządcy; na zachód od domu zlokalizowany był park, którego granice (takie jaki ograniczały go jeszcze na początku XX wieku) zachowały się do dziś. Owczarnia znajdowała się na północny zachód od wsi.

## Zabytki
Do wojewódzkiego rejestru zabytków wpisany jest:
- rzymskokatolicki kościół parafialny pw. Nawiedzenia Najświętszej Marii Panny z 1801 r., przebudowany w 1850 r., należący do dekanatu Trzebnica

Oprócz zabytkowego kościoła (oraz jego plebanii) we wsi znajduje się kilka innych osobliwości kulturowo-przyrodniczych:
- przydrożna figura św. Jana Nepomucena
- XIX-wieczny cmentarz; mur kościelny i schola Jordan
- XIX-wieczny park dworski i folwark z gorzelnią; mur z początków XX wieku
- XIX-wieczne (i z początków XX wieku) domy mieszkalne (nr 8, 9 i 21)
- lokalne tradycje: pielgrzymka miłośników koni do Sanktuarium Matki Boskiej Bolesnej w Łozinie, zaduszki jeździeckie; Pielgrzymka konna do Lichenia
- wody, strumienie: Czarna Woda, Głęboki Rów i Sąsiecznica
- fauna: motyl mieniak strużnik (w dolinie Głębokiego Rowu), bocian biały i ściśle chroniona płomykówka zwyczajna